# Dendro-hypnum brevipes
Dendro-hypnum brevipes là một loài Rêu trong họ Hypnodendraceae. Loài này được (Broth.) N. E. Bell, A.E. Newton & D. Quandt mô tả khoa học đầu tiên năm 2007.